# Екстремофил
Екстремофилът е организъм, обикновено едноклетъчен, който вирее или изисква „екстремни“ условия – т.е. над оптималните за растеж и размножаване на повечето от мезофилните земни организми.
Повечето екстремофили са микроби. Екстремофилията се наблюдава широко при рода Архея, но екстремофилите се наблюдават в множество различни генетични родове, както бактерии, така и археи. Въпреки че термините архея и екстремофил понякога се използват като взаимозаменяеми, има много археи-мезофили и много бактерии-екстремофили. Освен това, не всички екстремофили са едноклетъчни. Примери за екстремофилни животни са помпейския червей, насекомото Grylloblattodea, ракообразният арктичен Крил и морската мечка.

## Видове екстремофили
Има много различни класове екстремофили според средата, която обитават, и разликата със земните мезофилни организми. Това не е единствена класификация. Много екстремофили попадат в повече от една категория. Например, организми живеещи в горещите скали дълбоко под земната повърхност са и термофилни и барофилни.
-спермофил
- Ацидофил: Организъм виреещ при оптимална стойност на pH от или под 3.
- Алкалифил: Организъм виреещ при оптимална стойност на pH от или над 9.
- Барофил: Бактерии живеещи в среда, характеризираща се с високо налягане на газове и течности, синоним на пиезофил.
- Ендолит: Организми, живеещи в микроскопичните пространства на скалите, като например порите между сложни структури. Наричат се също и криптоендолити. Терминът включва и организми населяващи цепнатини, подводни слоеве и разломи, пълни с подпочвени води дълбоко в земята.
- Халофил: Организъм, изискващ среда от поне 2 мола сол, Натриева основа, за растеж.
- Хипертермофил: Организъм, виреещ при температури 80-121 °C, като тези в хидротермалните системи.
- Хиполит: Организъм живеещ в скалите в студени пустини.
- Литоавтотроф: Организми (обикновено бактерии), чийто единствен източник на въглерод са въглеродният диоксид и неорганичното окисление (Хемолитотрофи от рода на Nitrosomonas europea. Тези организми могат да си доставят енергия от редуцирани минерални компоненти, като пирита, вземат участие в геохимичния цикъл и в ерозията на най-ниския земен пласт при почвообразуването.
- Металотолерант: Може да издържа в разтвор с високи нива на тежки метали като мед, кадмий, арсен и цинк.